# 河村孝道
河村 孝道（かわむら こうどう、1933年2月7日 -2022年8月8日 ）は、日本の仏教学者、博士。駒澤大学名誉教授。明本寺十八世住職。義範孝道大和尚。「正法眼蔵」研究の第一人者。

## 来歴
広島県生まれ。駒澤大学仏教学部卒業。1958年同大学院修士課程修了。
駒澤大学講師、助教授を経て、教授。
1984年『「正法眼蔵」の成立史的研究』で駒澤大学より博士（仏教学）の学位を取得。
2004年駒澤大学を退職、名誉教授。曹洞宗文化財調査委員を歴任。
東京都港区の泉岳寺学寮に於いて毎月2回、学寮講座「正法眼蔵提唱」（講義）と参禅会を行う。
著書に『正法眼蔵の成立史的研究』『諸本対校・永平開山道元禅師行状・建撕記』、『道元禅師全集 第2巻』（編著）など。

## 受賞
- 1974年 日本印度学仏教学会賞[3]

## 著書
- 「国立国会図書館サーチ」を参照

### 論文
- CiNii>河村孝道
- INBUDS>河村孝道